# 小曽木村
小曽木村（おそきむら）は東京都の西部、西多摩郡に属していた村。

## 地理
現在の青梅市の北部に位置する。
- 河川：黒沢川

## 歴史

### 村域の変遷
- 1889年（明治22年）4月1日 - 町村制施行により、南小曽木村、富岡村、黒沢村が合併し神奈川県西多摩郡小曽木村が成立する。
- 1893年（明治26年）4月1日 - 西多摩郡が南多摩郡、北多摩郡とともに東京府へ編入する。
- 1943年（昭和18年）7月1日 - 東京都制施行。
- 1955年（昭和30年）4月1日 - 吉野村、三田村、成木村とともに青梅市へ編入され、消滅。

変遷表
| 1868年 以前 | 1868年 以前 | 明治22年 4月1日 | 昭和30年 4月1日 | 現在   |
| ----------- | ----------- | --------------- | --------------- | ------ |
|             | 南小曽木村  | 小曽木村        | 青梅市 に編入   | 青梅市 |
|             | 富岡村      | 小曽木村        | 青梅市 に編入   | 青梅市 |
|             | 黒沢村      | 小曽木村        | 青梅市 に編入   | 青梅市 |

## 大字
- 南小曽木（みなみおそき）
- 富岡（とみおか）
- 黒沢（くろさわ）

## 行政
歴代村長
- 宿谷磯吉 1889年5月 - 1896年2月[2]
- 市川宗重 1896年3月 - 1897年2月[2]
- 宿谷八郎兵衛 1897年2月 - 1898年4月[3]
- 宿谷磯吉 1898年4月 - 1904年3月[3]
- 宿谷八郎兵衛 1904年5月 - 11月[3]
- 柳内幸助 1905年1月 - 1906年9月[3]
- 宿谷磯吉 1906年9月 - 1909年9月[3]
- 柳内才次郎 1909年10月 - 1916年10月[3]
- 吉沢義忠 1916年11月 - 1923年4月[3]
- 大越七郎左衛門 1923年7月 - 1928年4月[3]
- 市川文蔵 1928年5月 - 1929年7月[3]
- 土井弥次郎（村長職務管掌） 1929年9月 - 1930年1月[3]
- 浜中丈之助（村長臨時代理者） 1930年1月 - 1931年9月[3]
- 富岡快哉 1931年9月 - 1933年6月[3]
- 山崎徳太郎 1933年7月 - 1940年9月[3]
- 川鍋貞次郎 1940年10月 - 1944年1月[3]
- 柳内平三郎 1944年3月 - 1946年2月[3]
- 山崎徳太郎 1946年3月 - 1955年3月[3]

歴代助役
- 宿谷八郎兵衛（兼収入役） 1889年5月 - 1891年3月[2]
- 川鍋重次郎（兼収入役） 1892年1月 - 1894年4月[2]
- 柳内幸助（兼収入役） 1894年5月 - 1896年4月[3]
- 島田卯三郎（兼収入役）1896年4月 - 1900年4月[3]
- 市川文蔵 1901年3月 - 1906年10月[3]
- 富岡快哉 1906年12月 - 1923年4月[3]
- 武藤又五郎 1924年8月 - 1927年11月[3]
- 儘田吉助 1928年2月 - 1929年9月[3]
- 山崎徳太郎 1931年11月 - 1933年7月[3]
- 川鍋貞次郎 1933年9月 - 1940年10月[3]
- 宿谷正太郎 1940年12月 - 1947年4月[3]
- 小峰重次郎 1947年6月 - 11月[3]
- 宿谷源之助 1947年12月 - 1951年12月[3]
- 河村洌 1951年12月 - 1955年3月[3]

## 人口・世帯

### 人口
総数 [単位： 人]
| 1913年（大正2年）  | 3,497 |
| 1920年（大正9年）  | 2,908 |
| 1925年（大正14年） | 2,877 |
| 1930年（昭和5年）  | 2,872 |
| 1935年（昭和10年） | 2,959 |
| 1940年（昭和15年） | 2,981 |
| 1947年（昭和22年） | 3,664 |
| 1950年（昭和25年） | 3,788 |

### 世帯
総数 [単位： 世帯]
| 1913年（大正2年）  | 490 |
| 1920年（大正9年）  | 529 |
| 1925年（大正14年） | 531 |
| 1930年（昭和5年）  | 536 |
| 1935年（昭和10年） | 535 |
| 1940年（昭和15年） | 537 |